# Robert Geldard
Robert Alan Geldard (Rochdale, 16 aprile 1927 – Salford, 26 febbraio 2018) è stato un pistard britannico.

## Palmarès

### Olimpiadi
- Bronzo a Londra 1948 nell'inseguimento a squadre.